# サダム・ビーチ
サダム・ビーチ（英: Saddam Beach）はインド、ケララ州マラプラン県の漁村である。パラパナンガディーという街のおよそ2キロの海岸からなる小さな村で、「サダム」という名前はイラクの元大統領サッダーム・フセインに由来する。1991年の湾岸戦争時にサッダーム・フセインを応援する住民により改名が行われた。この提案は湾岸アラブ諸国、特にクウェートで働いていたメイドらによって提案された。

## 語源
この村は以前はマイソール王国の王、ティプー・スルターンにあやかってティプー・スルターン・ビーチ（Tipu Sultan Beach）と呼ばれていた。ティプー・スルターンは18世紀後半にイギリス領インド帝国の支配に抵抗し反英闘争に身を投じている。1991年の湾岸戦争以降、村民はイラクの指導者サッダーム・フセインとの連帯感を表すために「ティプー・スルターン・ビーチ」という村の名前を「サダム・ビーチ」に変更した。住民のほとんどがイスラム教徒からなり、彼らはアメリカの政策に抵抗し戦うサッダーム・フセインに薫陶を受けたと語っている。

## 歴史
この小さな村は1991年、イラクの指導者の名前に改名したときに注目を浴びた。以来村民たちはサッダームと彼の「反帝国主義」政策に対する共感を公言するようになった。アメリカ合衆国及び同盟諸国が2003年にイラクへ侵攻した際には村民は非難の声を挙げた。同年「サッダーム国際空港」が「バグダード国際空港」へと改名される際には、抗議のためにサダムビーチでは「サダムビーチへようこそ」というメッセージボードを掲げるフセイン支持者たちが現れた。

## イラク戦争、2003年
2003年のバグダッド侵攻を受けてサダム・ビーチではたくさんの反英、反米デモが行われた。イギリス製やアメリカ製の製品のボイコットも広く行われ、場合によってはそれらは海に投げ捨てられた。村の近辺から、多くはメイドとして、湾岸アラブ地域に出稼ぎに出ている住民らは開戦を受けてサダム・ビーチへ帰還せざるを得なくなり、彼らが西側諸国に対する敵意をさらにあおる結果となった。地域住人らは抗議の意を示すために、イラクの国旗やサッダーム・フセインのポスターを道路わきに掲げた。
2006年11月、村民らはサッダーム・フセインの死刑判決（en:Trial of Saddam Hussein）に対して抗議集会を開いた。参加者たちはアメリカ大統領ジョージ・W・ブッシュを非難するスローガンを叫んだ。行進にはおよそ50名が参加し、女性や子供も含まれた。

## 文化
サダム・ビーチの住民の多くはムスリムである。地域の文化もイスラムに根差しており、彼らは午後のお祈りにはモスクに集まり、家庭のこと、社会のことを話し合う。インドではなくイスラム文化にルーツを持つ音楽を楽しみ、モスク併設の図書館にはアラビ・マラヤーラム、アラビア文字を用いたマラヤーラム語の正書法で書かれたイスラム学の本が並ぶ。少数派であるヒンドゥー教徒は彼らの寺院にて様々な行事を祝い、彼らの伝統を維持している。

## 交通
サダム・ビーチ村は近くの街、パラパナンガディーを通じてインドの各地とつながっている。ナショナル・ハイウェイ66を北上するとラマナトゥカーラを経由しゴア州、ムンバイへと続く。南へ向かうとコーチ (インド)、ティルヴァナンタプラムへ繋がっている。ニランバーから伸びる県道はウダカマンダラム、マイソール、バンガロールへと続く。最寄りの空港はカリカット国際空港、駅はパラパナンガディーとなる。